# Iwona, księżniczka Burgunda
Iwona, księżniczka Burgunda (oryg. Iwona księżniczka Burgunda) – dramat Witolda Gombrowicza publikowany w 1938 w miesięczniku „Skamander”, wydany w 1938. Dwadzieścia lat później ukazał się w wydaniu książkowym.
Prapremiera dramatu w reżyserii Haliny Mikołajskiej odbyła się 29 listopada 1957 w Teatrze Dramatycznym w Warszawie; w roli tytułowej wystąpiła Barbara Krafftówna.

## Treść dramatu
Młoda i niezgrabna Iwona pojawia się w parku wraz z dwiema ciotkami, które wypominają dziewczynie wszystkie jej defekty, nie tylko urody. Znajdują się tam także książę Filip z dwoma przyjaciółmi: Cyrylem i Cyprianem. Kręci się tam również Iza, dama dworu. Po krótkim zastanowieniu i wysłuchaniu pretensji ciotek książę postanawia się z Iwoną zaręczyć (ku niezadowoleniu obecnych, zwłaszcza Cyryla, i radości ciotek). Po chwili na placu pojawiają się król Ignacy z królową Małgorzatą, szambelan oraz damy dworu. Król i Królowa są podirytowani zachowaniem księcia. Jednak ten nie ustępuje.

## Interpretacje sztuki
- Iwona nie ma zalet, jest głupia, brzydka, nie odzywa się prawie nigdy, jest przedmiotem wrogości i szyderstwa wszystkich [...] w swoich rzadkich replikach mówi nam tylko, że jest uwięziona w kole, z którego nie ma wyjścia. (Lucien Goldmann, „Teatr Gombrowicza” w: Gombrowicz i krytycy, red. Z. Łapiński, Kraków 1984)

- Wyobraźnia Gombrowicza karmi się na pewno ‘okropnymi... okropnymi’ namiętnościami, stłumieniami i frustracjami [...] Iwona „raz tylko zdobywa się na krzyk i działanie, kiedy wypędza swego – równie nieudanego – narzeczonego o znamiennym imieniu Innocenty. A więc jest w tej Iwonie jakiś okropny sexappeal! I ona sama odczuwa gwałtowne pożądanie! Ba... może ona sama jest płcią, jest pożądaniem! Tym wszystkim, co w ludzkim libido niekształtne, chaotyczne, potworne... senne i dzikie zarazem... Tym, co nie pozwala się uspołecznić, ukształtować, ująć w formę czy porządek. (Jan Błoński, Forma, śmiech i rzeczy ostateczne. Studia o Gombrowiczu, Kraków 1994)

- (...) wszyscy wzajemnie się stwarzają i przekształcają tylko dlatego, że patrzą na siebie, mówią do siebie, czują wzajemnie swoją obecność i muszą się do niej ustosunkować Gdzie każdy każdemu ‘robi gębę’, każdy kręci się niepewnie pod spojrzeniem innych, coś ukrywa, tai swoje kompleksy i głupawe myśli, chowa je we wstydliwych chichotach. Gdzie niedorzeczność sytuacji, jaką stwarza samą swoją obecnością niemrawa, ofermowata, milcząca Iwona, prowokuje każdego do gestu samoobrony lub agresji, a gest ten pociąga za sobą gesty następne, już nieuniknione, choć coraz bardziej niedorzeczne. (Konstanty Puzyna, „Pestka” w: Gombrowicz i krytycy, red. Z. Łapiński, Kraków 1984)

W roku 2004 Zygmunt Krauze skomponował na podstawie dramatu Gombrowicza operę o tym samym tytule.